# Andreas Mayr (Maler)

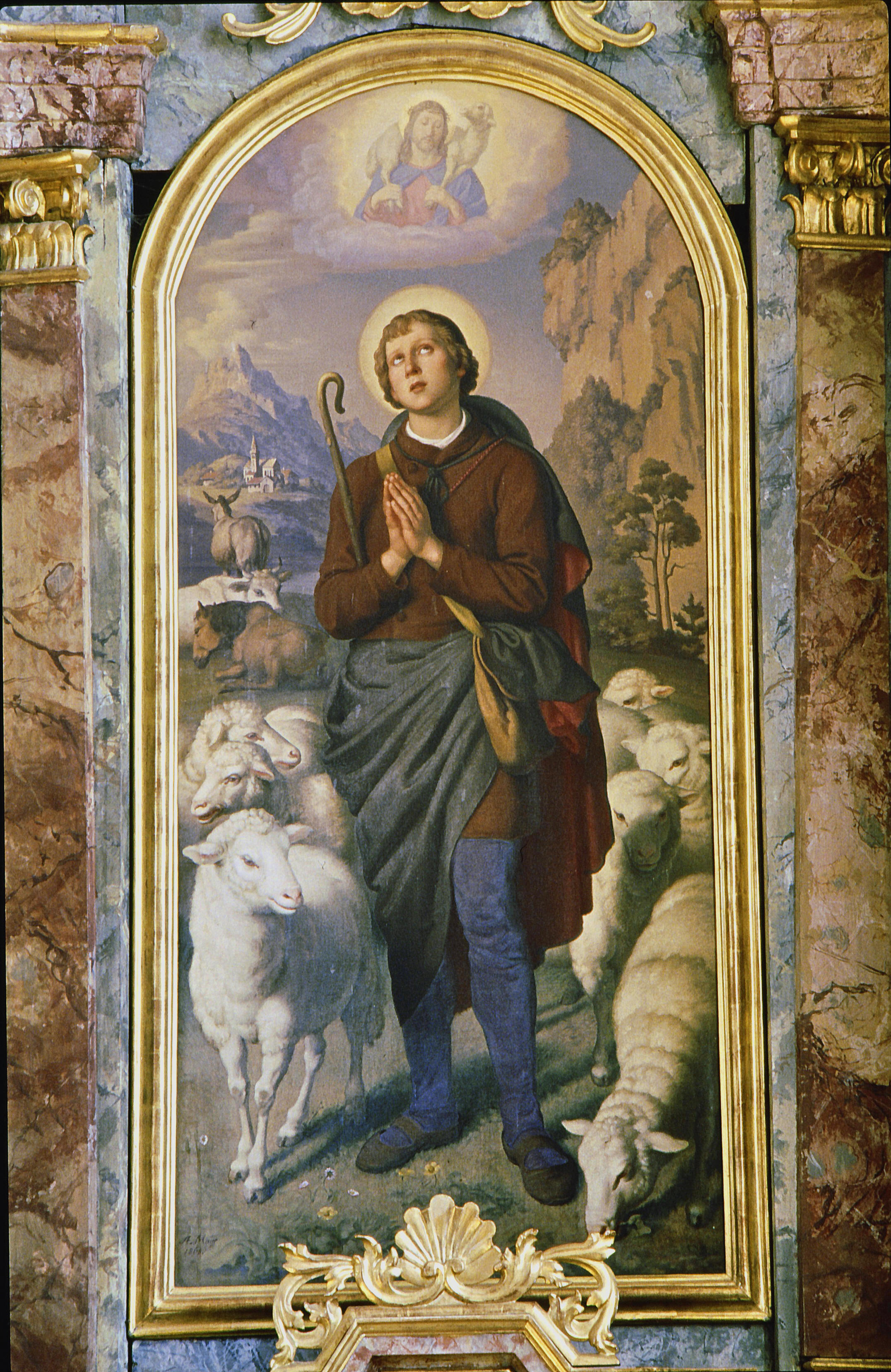
Hl. Wendelin in der Kirche von Burk

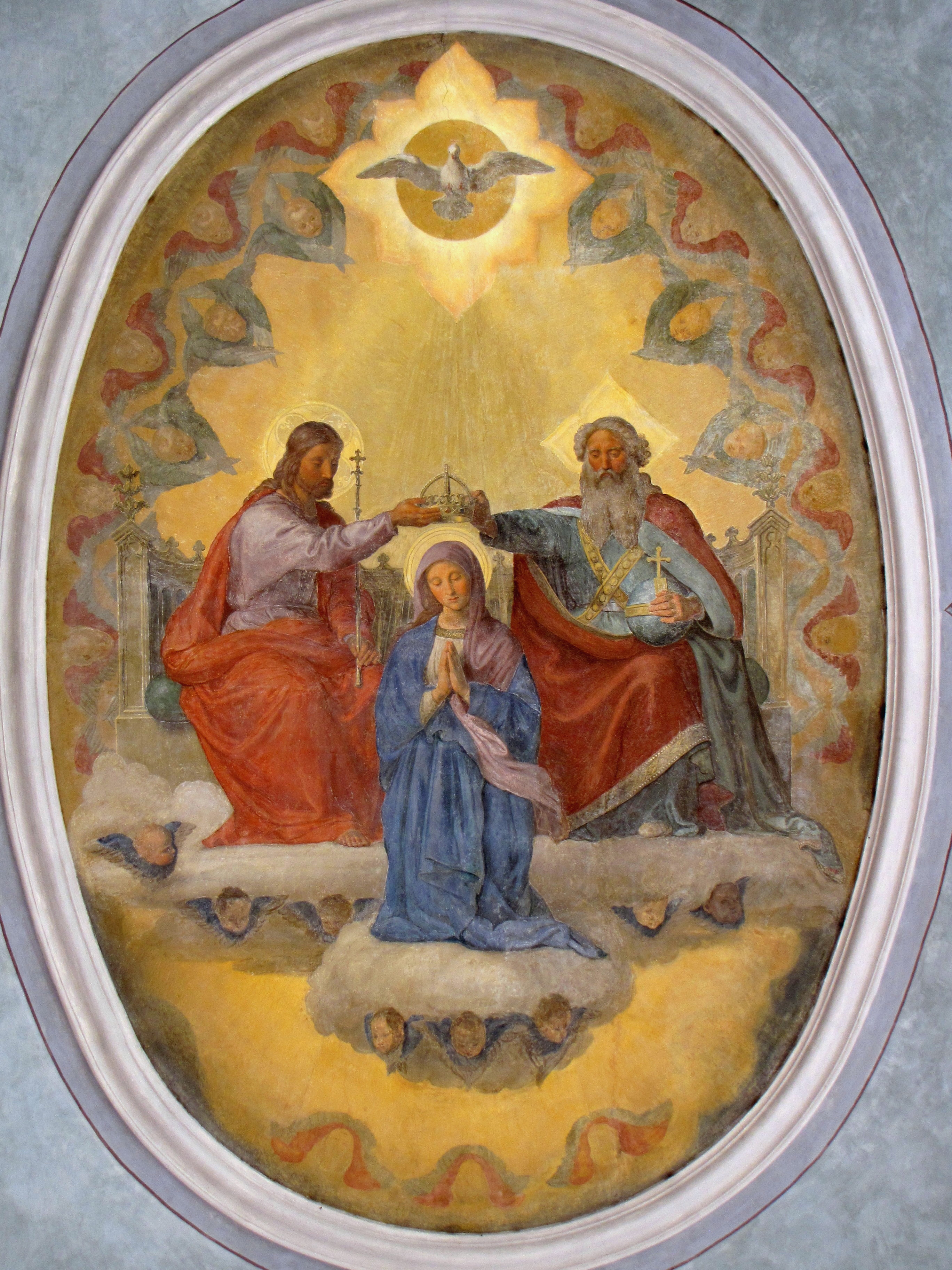
Chorfresko in der Pfarrkirche von Unterthingaus

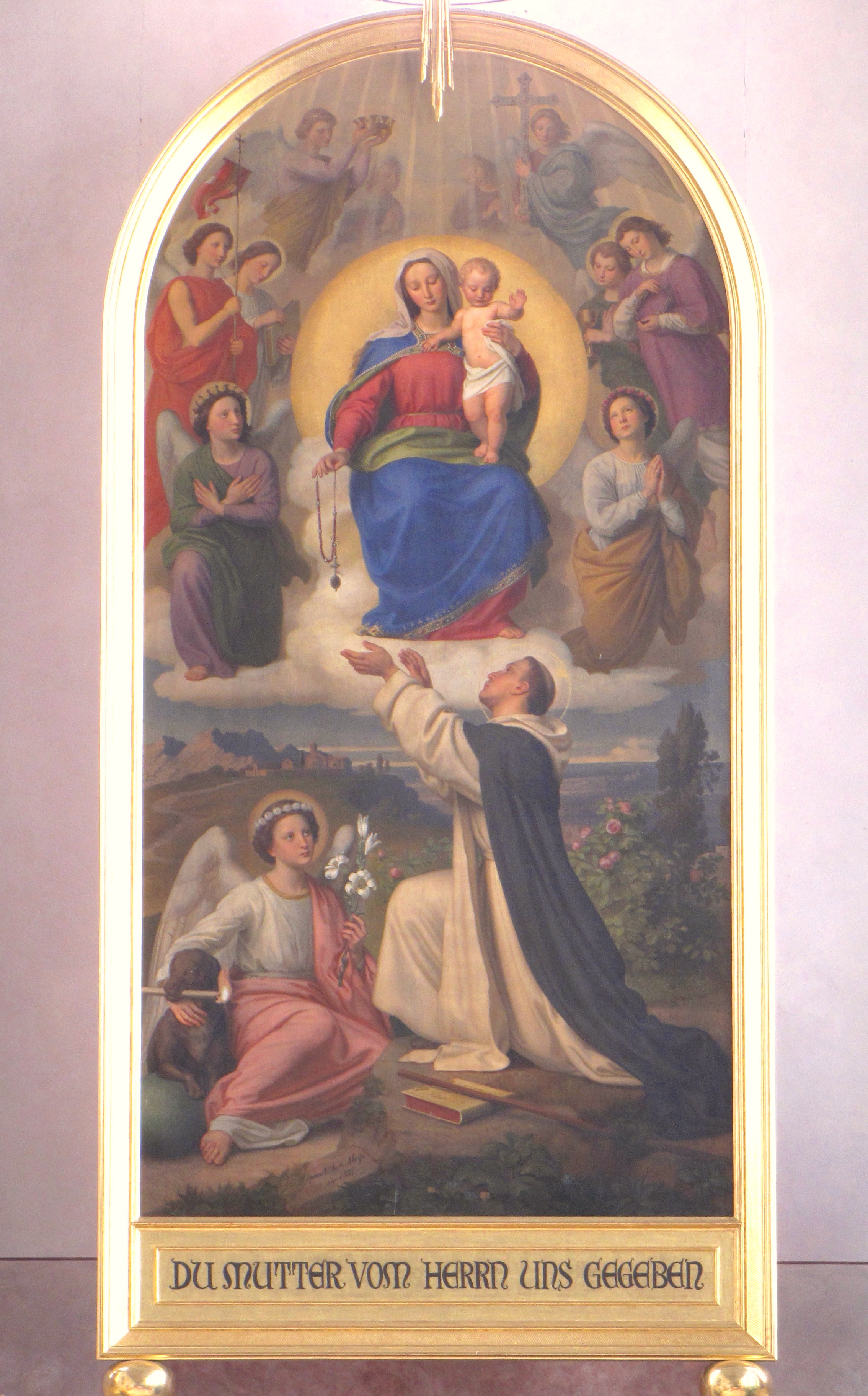
Hochaltarblatt in der Pfarrkirche von Unterthingau

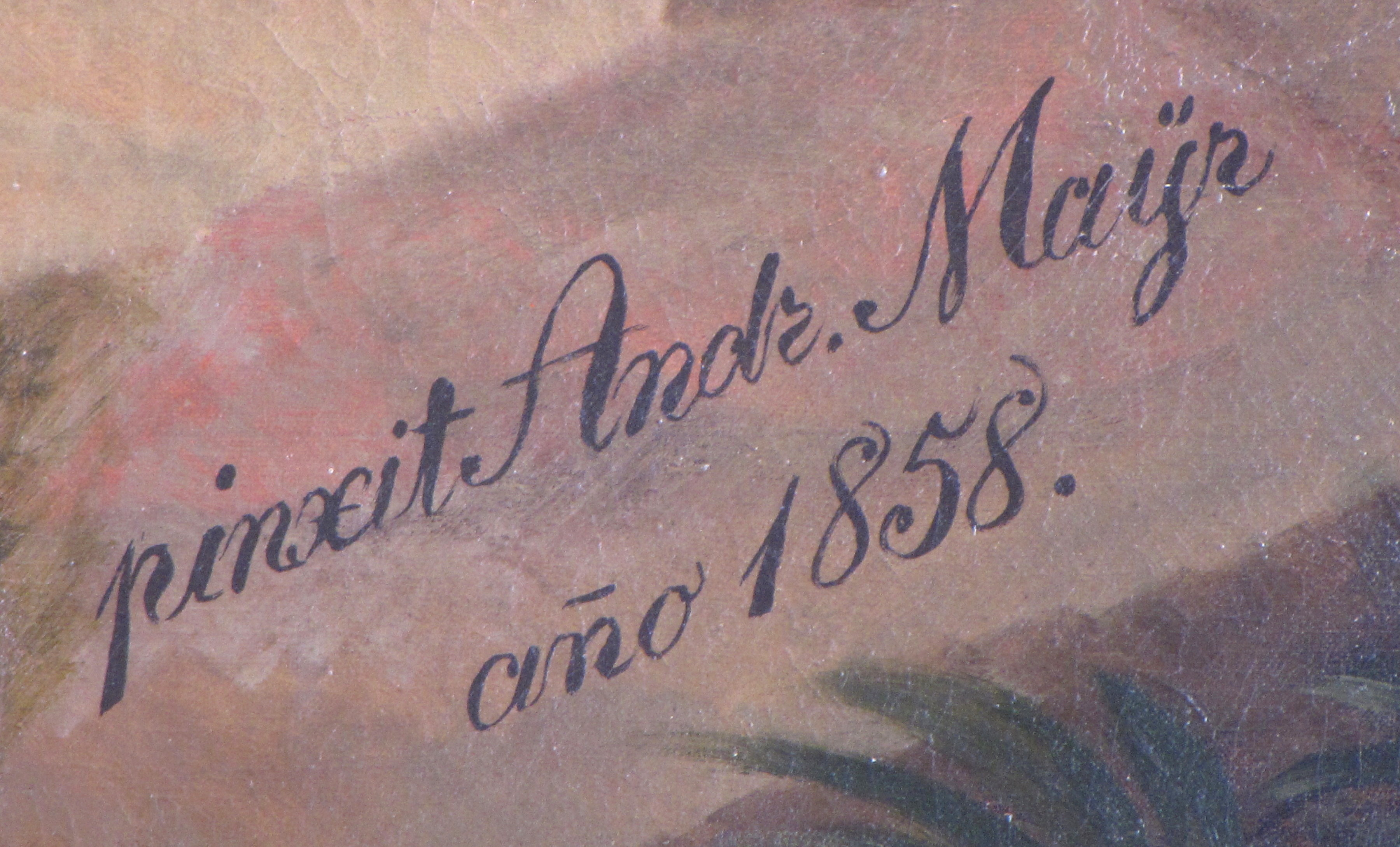
Signatur am Hochaltarblatt in Unterthingau

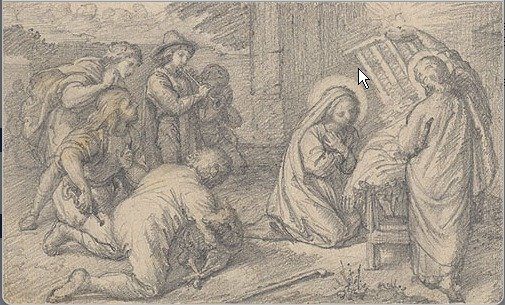
Andreas Mayr: Anbetung der Hirten. Bleistiftzeichnung, 1876

Andreas Mayr (* 30. November 1820 in Unterthingau; † 12. November 1893 ebenda) war ein deutscher Kirchen- und Historienmaler im Kunststil der Nazarener.

## Leben
Mayrs großer Lehrmeister war Johann Baptist Schraudolph. Bei ihm erhielt er seine Ausbildung an der Münchner Königlichen Kunstakademie. Von 1846 bis 1853 war Andreas Mayr auch Mitarbeiter Schraudolphs an den Kartons für die Ausmalung des Kaiserdoms zu Speyer. Anschließend betätigte er sich in der Königlichen Hofkunstanstalt für Glasmalerei in München. Für die St.-Pauls-Kirche in Cambridge lieferte er sechs Vorlagen für Glasgemälde. Nachdem er in der Fremde allenthalben hohen Ruhm geerntet und eine längere Reise nach Italien unternommen hatte, zog es ihn wieder in sein Vaterhaus zurück. Ab 1862 lebte Andreas Mayr, den tiefe Religiosität auszeichnete, wieder in seinem Heimatort Unterthingau (Atelier im mittleren Zimmer des oberen Stockwerks von Haus Nr. 87½, jetzt Kemptener Straße 12). Von hier aus führte er eine große Zahl von Aufträgen vorwiegend für Kirchen des Ostallgäus aus. Dass er auch ein gefragter Porträtmaler war, wurde bei einer Ausstellung anlässlich des 150. Geburtstags von Johann Georg Schilling im Jahr 1929 deutlich. Damals konnten im Unterthingauer Gasthof „Hirsch“ nicht weniger als 58 von ihm gemalte Porträt-Bilder gezeigt werden (darunter auch zwei Selbstporträts), weiterhin religiöse Darstellungen, Entwürfe und Skizzen, aber nur ganz wenige Bilder mit „weltlichem“ Inhalt. Das Stadtmuseum Kaufbeuren besitzt mehrere Bilder von Andreas Mayr. Ausgestellt sind auch zwei Porträts seiner Mutter Creszentia Mayr, eines davon 1838 datiert, also vom 18-Jährigen gemalt-Mayer war Mitglied des Münchner Vereins für Christliche Kunst.
Andreas Mayrs Bruder Ulrich, ein gelernter Goldschmied und Bildhauer, Jünger Schwanthalers, heiratete die Tochter Anna des oben genannten Unterthingauer Historienmalers Johann Georg Schilling (1779–1839).

## Werkliste
(fast alle der genannten Arbeiten sind signiert und datiert)
- 1856: Kapelle St. Georg in Buchenberg, Altarblatt
- 1858: Pfarrkirche St. Nikolaus in Unterthingau, Hochaltarblatt
- 1859: Auftrag für ein Fresko ins Bayerische Nationalmuseum in München. Das Bild kam jedoch nicht zur Ausführung.
- 1860?:Pfarrkirche St. Nikolaus in Unterthingau, zwei Rundbilder
- 1862: Filialkirche St. Georg in Bodelsberg, Altarblatt
- 1865: Pfarrkirche St. Blasius in Vorderburg, Hochaltarblatt (mittlerweile ersetzt durch das barocke Vorgängerbild) und Auszugsbild
- 1867: Pfarrkirche St. Georg in Unterbechingen, drei Altarblätter
- 1867: Pfarrkirche St. Nikolaus in Unterthingau, zwei Seitenaltarblätter
- 1868: Filialkirche St. Sebastian in Burk, drei Altarblätter
- 1870/1880: Pfarrkirche St. Nikolaus in Unterthingau, Ausmalung des Chorgewölbes
- 1871/1872: Pfarrkirche St. Michael in Bertoldshofen, drei Altarblätter
- 1881: Pfarrkirche St. Nikolaus in Unterthingau, zwei Passionsbilder
- 1884: Filialkirche Mariä Heimsuchung in Hochgreut, zwei Seitenaltarbilder
- 1885: Kapelle St. Antonius in Westerried bei Unterthingau, Altarblatt
- 1886: St. Joseph in Schweinlang bei Kraftisried, ehem. Choraltarblatt

Ohne Datierung:
- Pfarrkirche St. Nikolaus in Unterthingau, 14 Kreuzwegstationen
- Maria Trost bei Unterthingau, Seitenaltarblatt
- Seine wohl bedeutendste Madonna mit Kind soll sich im Prinz-Carl-Palais in München befinden oder befunden haben.